# فولتون (أوسويغو)
فولتون، مقاطعة أوسويغو (نيويورك) (بالإنجليزية: Fulton, Oswego County, New York)‏ هي مدينة تقع في الولايات المتحدة في نيويورك (ولاية). يقدر عدد سكانها بـ 11,896 نسمة .

## أعلام
- هاني بارنز
- ألبرت يندلي لي
- أوين بنجامين
- تيد ويلكس
- كارلتون دبليو. باريت